# Parc d'État de Cathedral Gorge
Le parc d'État de Cathedral Gorge est une zone de loisirs publique et une réserve géologique présentant un paysage spectaculaire d'argile bentonite érodée couvrant près de 730 hectares dans le comté de Lincoln, dans le Nevada. Le parc d'État est situé à 3 kilomètres au nord-ouest de la ville de Panaca
. 

## Histoire

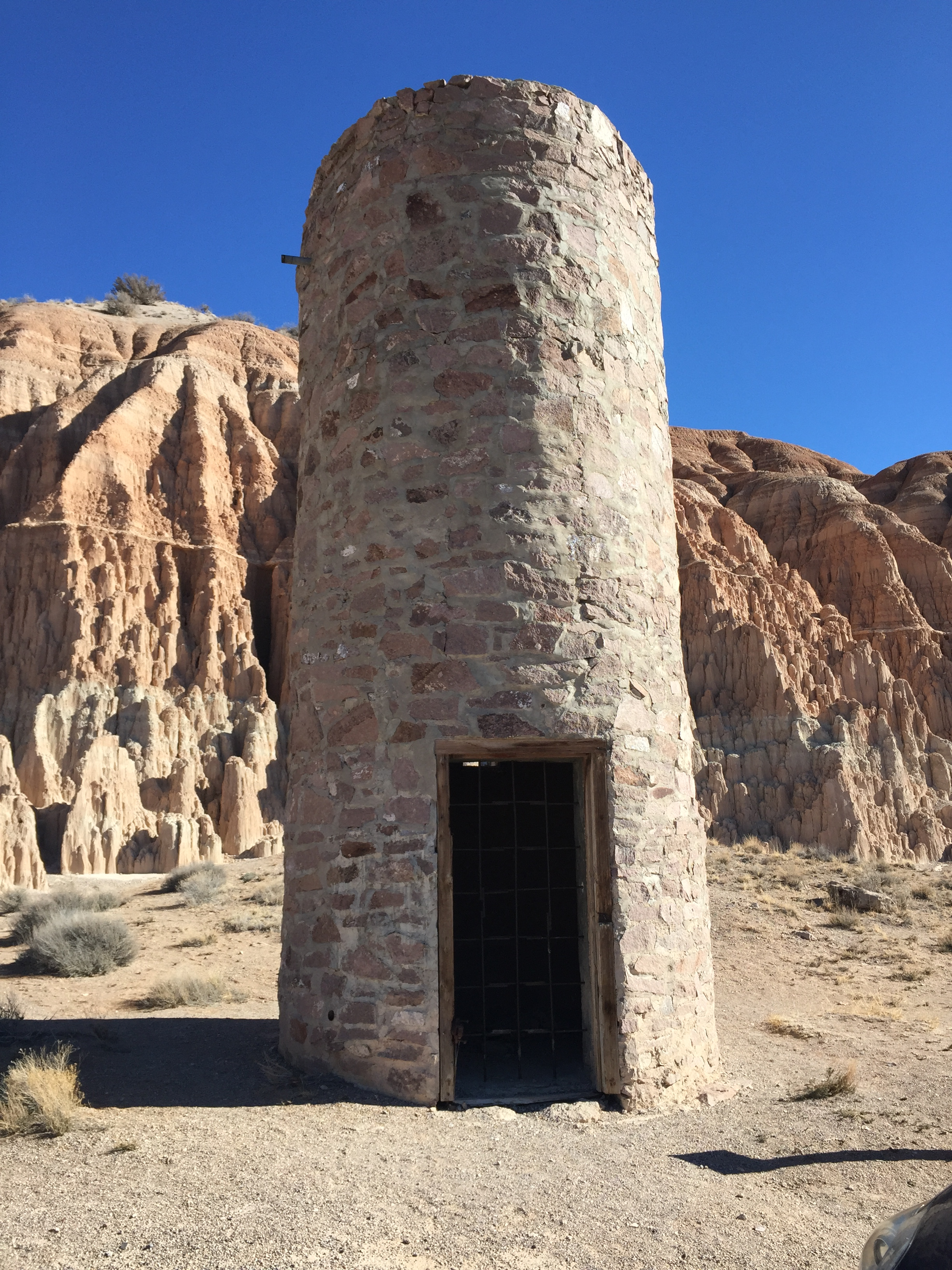
Le château d'eau en pierre

Le site est populaire auprès des pique-niqueurs locaux depuis le XIXe siècle, époque à laquelle il était connu sous le nom de Cathedral Gulch. Dans les années 1920, son paysage spectaculaire a servi de toile de fond à des pièces de théâtre en plein air et à des cérémonies annuelles de Pâques. Le gouverneur James Scrugham a commencé à acquérir et à réserver la zone à des fins de préservation en 1924. C'est ensuite devenu l'un des quatre parcs d'État originaux du Nevada créés en 1935. Les membres du Civilian Conservation Corps ont construit des installations de pique-nique qui sont toujours utilisées ainsi qu'un château d'eau en pierre,

## Géologie
La majeure partie de Meadow Valley était recouverte par un lac d'eau douce il y a près de 5 millions d'années, pendant le Pliocène. Les canyons richement colorés de Cathedral Gorge sont des vestiges de cet ancien lit de lac. Au fil des siècles, le lac a commencé à s’assécher progressivement. L’érosion a commencé à ronger les parties exposées de sédiments et de gravier qui composaient autrefois le fond du lac. Les eaux de pluie et la fonte des neiges ont creusé des ruisseaux dans le siltite tendre et le schiste argileux, divisant de minuscules fissures et crevasses en ravins et canyons de plus en plus grands
. 

## Plantes
Dans les zones situées sous l'escarpement érodé (surnommées les « Badlands »), il est difficile pour la vie végétale de prendre racine dans l'argile en constante érosion. Cependant, ailleurs, la diversité des sols du parc permet à divers végétaux de se développer. Les dunes de sable fragiles sont maintenues solides grâce à une grande variété de fleurs sauvages et d'herbes, telles que les primevères des dunes et l'herbe de riz. Au centre de la vallée, l'argile, le sable et le gravier se sont mélangés pour former un sol riche et granuleux qui favorise la croissance des espèces suivantes : yucca à feuilles étroites, genévriers, armoise, bois gras, sauge blanche, écaille d'alose, salicorne. Très peu d'espèces de cactus peuvent tolérer le climat de Cathedral Gorge, où les températures en hiver peuvent descendre en dessous de zéro et dépasser les 38° C en été. D'autres arbres, non indigènes au parc, ont été plantés autour du camping pour fournir de l'ombre. 

## Animaux
Les petits mammifères constituent la majorité des animaux du parc : lièvres à queue noire, lapins à queue blanche, coyotes, spermophiles, rats kangourous, renards nains, souris et mouffettes. Les cerfs sont rarement observés près de Miller Point à la fin de l'automne et en hiver. Les oiseaux sont fréquemment vus autour des zones de campement et près des zones denses d'arbustes. Les espèces indigènes comprennent les merles noirs, les bruants à gorge noire, les pinsons, les crécerelles d'Amérique, les éperviers, les corbeaux, les géocoucous, les rouges-gorges d'Amérique, les pics maculés et les étourneaux sansonnets introduits. Les oiseaux migrateurs comprennent les merles bleus, les jaseurs d'Amérique, les colibris et les parulines. Plusieurs espèces de serpents et de lézards non venimeux sont abondantes. En été, le crotale du Grand Bassin peut être aperçu. 

## Activités
Connus localement sous le nom de « grottes »
, les canyons très étroits du parc ont été creusés il y a des millions d'années. Il est possible de ramper dans des tunnels pour découvrir des chambres cachées dans le réseau de canyons qui offrent un peu de fraîcheur dans la chaleur estivale.

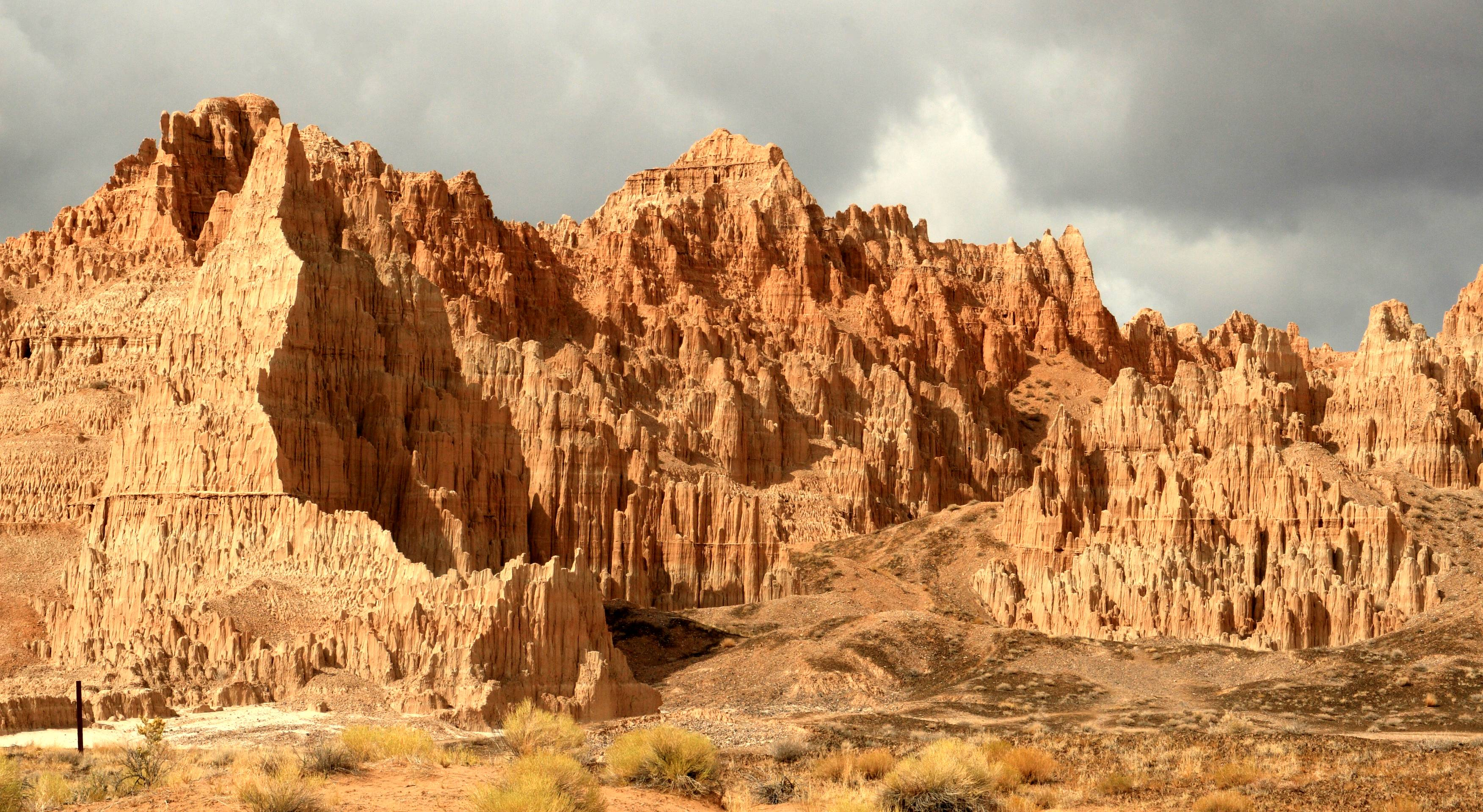
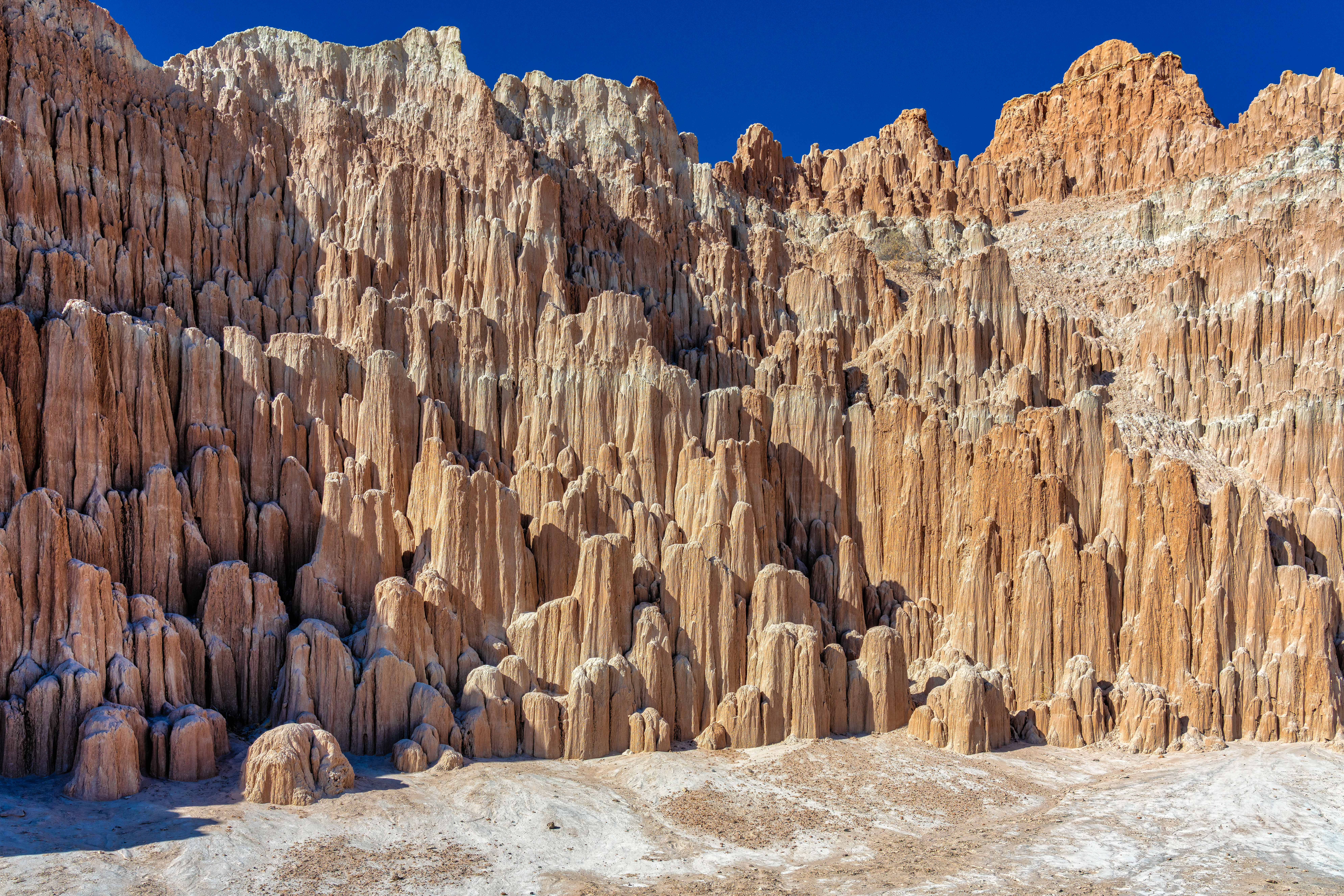
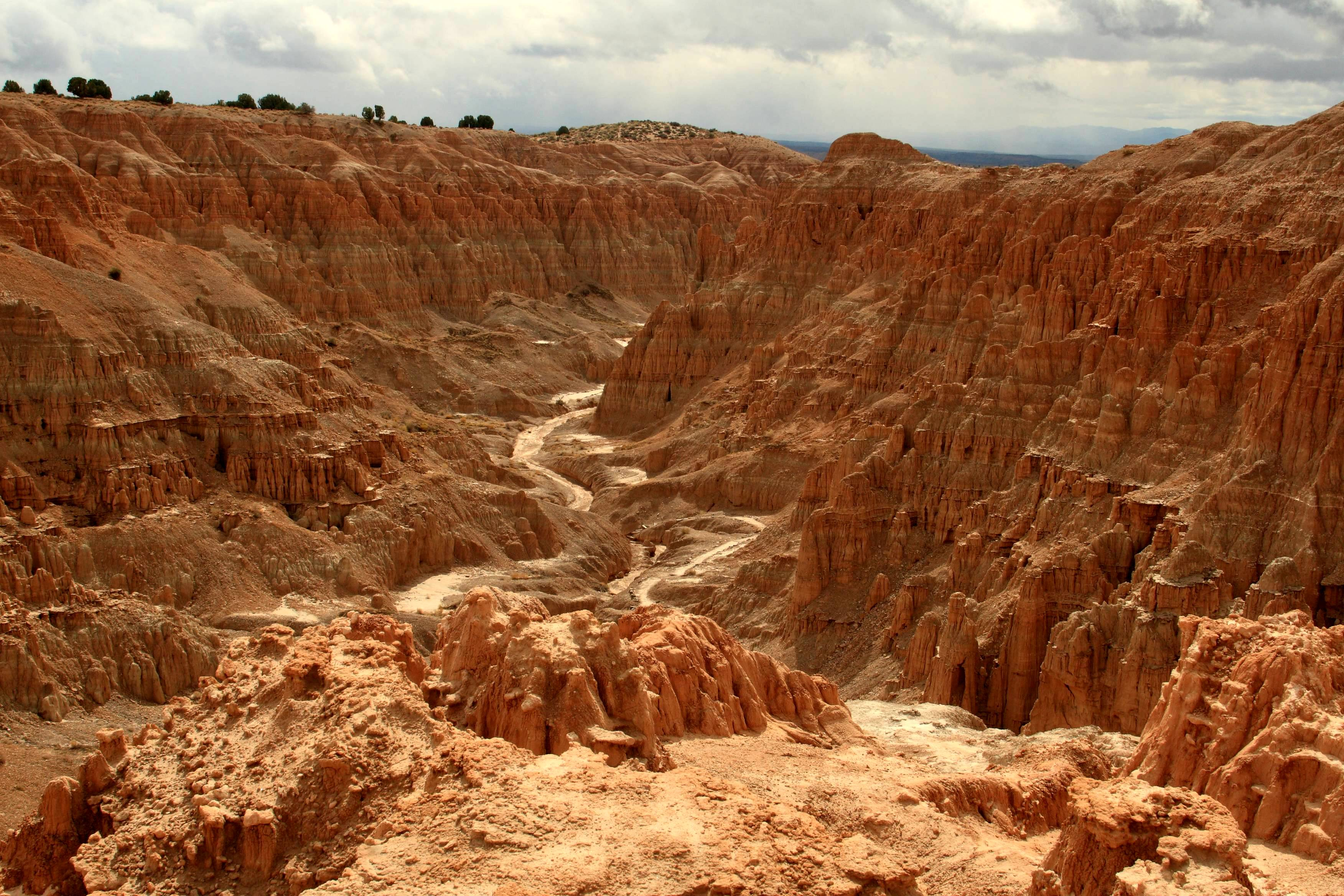
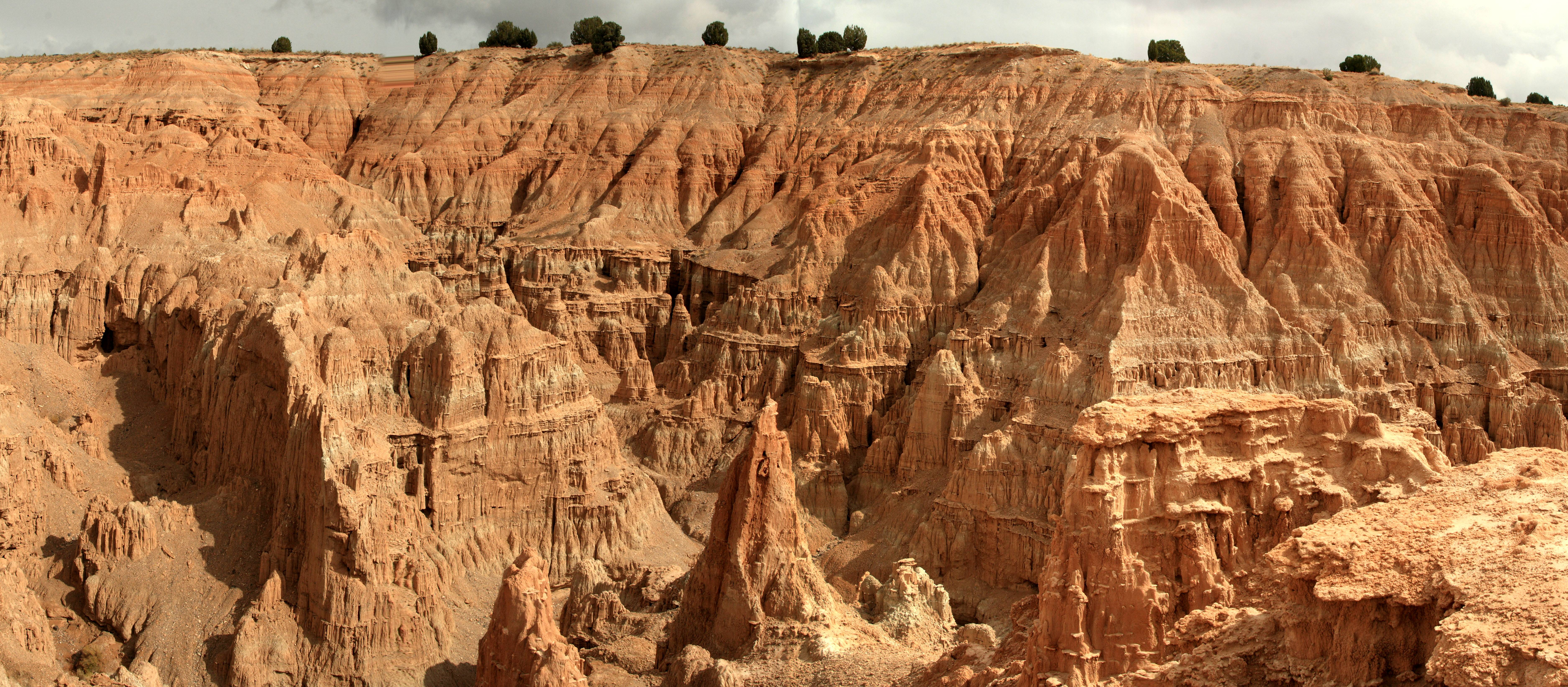
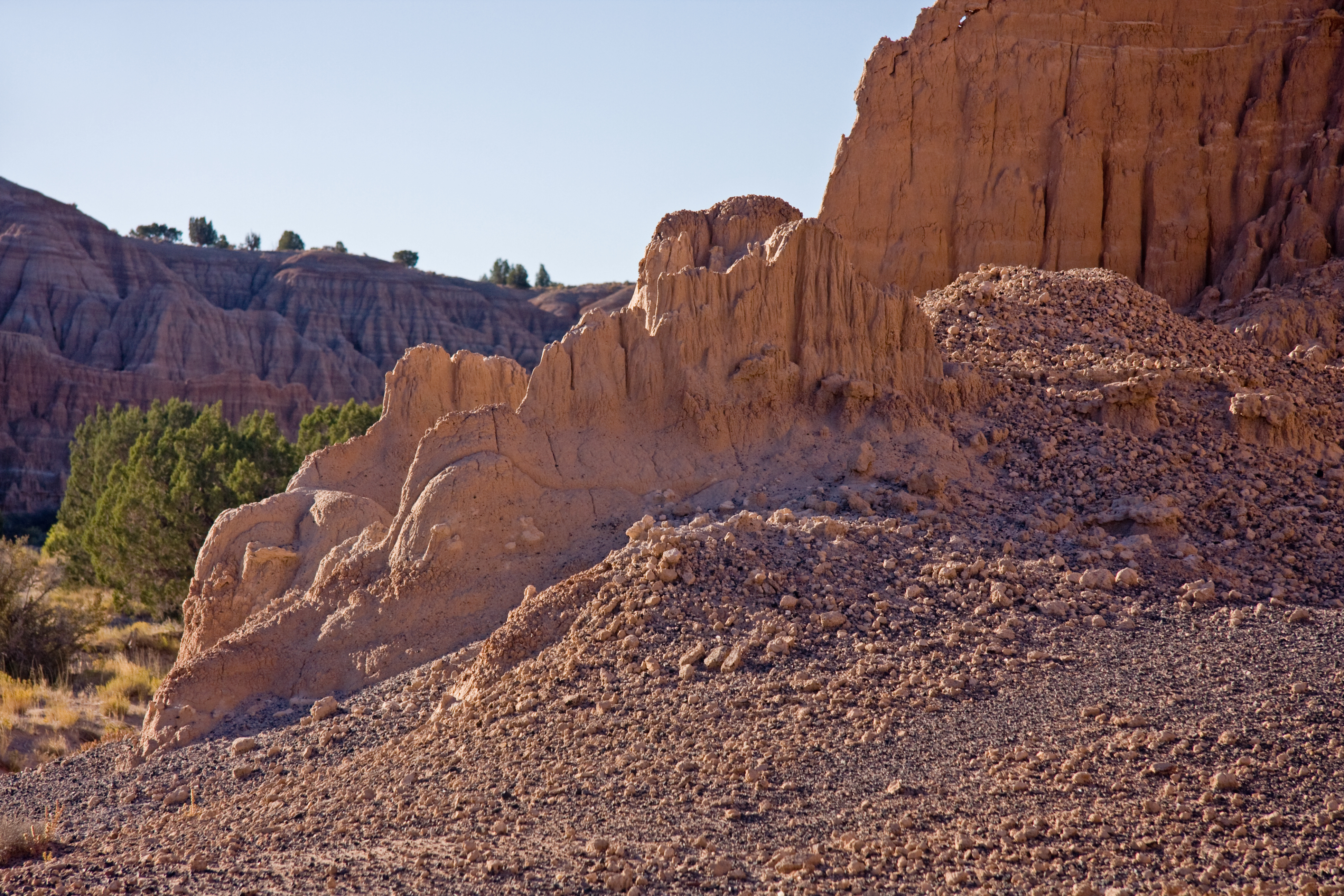